# Heinrich (kráter)

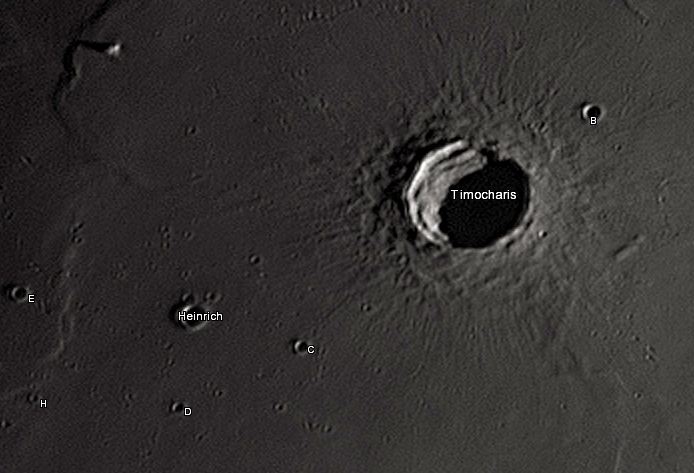
Kráter Heinrich a okolí.

Heinrich je malý měsíční impaktní kráter nacházející se v oblasti Mare Imbrium (Moře dešťů) jihozápadně od výrazného kráteru Timocharis na přivrácené straně Měsíce. Má průměr 7,4 km a je hluboký 1,4 km, pojmenován je dle československého astronoma Vladimíra Václava Heinricha. Než jej v roce 1979 Mezinárodní astronomická unie přejmenovala na současný název, nesl kráter označení Timocharis A. V jeho okolí leží satelitní krátery Timocharise.